# 佐藤龍世
佐藤 龍世（さとう りゅうせい、1997年1月15日 - ）は、北海道厚岸郡厚岸町出身のプロ野球選手（内野手）。右投右打。中日ドラゴンズ所属。
スピードスケート選手で2018年の平昌オリンピック女子団体パシュート金メダリストの佐藤綾乃は従姉にあたる。

## 経歴

### プロ入り前
厚岸町立真龍小学校2年生から「真龍ファイターズ」で野球を始める。厚岸町立真龍中学校時代は「釧路中央シニア」でプレーしていたが、廃部になり「釧路シニア」でプレー。
高校は全国選手権への最多出場回数を誇る札幌市の北海高等学校に進学し、4番打者を担った。しかし、佐藤の代は一度も甲子園出場を果たせず、特に2年夏と3年夏は南北海道大会の札幌支部予選で初戦敗退を喫した。この結果から一度は野球に対する気持ちが折れ、厚岸に戻って漁師か消防士の仕事に就くことを考えていたが、高校の監督に説得され、富士大学経済学部経営法学科への入学を勧められた。同期に西武でチームメイトとなる戸川大輔がいる。
富士大学では1年春からリーグ戦に出場する。2年時に成績を落とすも、3年春に首位打者と最多本塁打、同年秋に最多打点を記録。大学1年秋と3年春秋の3度ベストナインを受賞。チームの主軸を担い、4年時は4番打者を務めていたが、プロを意識しすぎため打撃不振に陥り、一時は4番を剥奪されることもあった。同期に西武でチームメイトとなる佐々木健や、鈴木翔天（楽天）がいる。
4年時の打撃不振からドラフト指名漏れを危惧していたが、2018年10月25日に行われたドラフト会議では、埼玉西武ライオンズから7位指名を受け、契約金2000万円、年俸600万円で合意し、入団した。背番号は31。

### 第一次西武時代
2019年は、チームの新人で唯一開幕時点での一軍登録を果たす。4月20日に一度二軍落ちするも、5月24日に一軍昇格。8月1日の対福岡ソフトバンクホークス戦（メットライフドーム）で初先発出場を果たすと、猛打賞を記録。8月10日の対千葉ロッテマリーンズ戦では二木康太からプロ初本塁打を記録した。シーズンの大半を一軍で過ごし、年間52試合に出場し、うち13試合で先発出場。球団から「下位指名だったけど、想像以上に頑張ってくれた」と評価され、契約更改では240万円増の推定年俸840万円で更改した。オフはチームメイトで富士大学の先輩にあたる山川穂高や森友哉の自主トレーニングに同行した。
2020年は、開幕を二軍で迎えたが4番打者を務め、7月は月間打率.333、4本塁打と調子を上げていた。しかし、新型コロナウイルス感染拡大防止の観点から、球団が全チーム関係者に自宅待機および不要不急の外出禁止と定めていた期間中の4月12日、チームメイトの相内誠を自身の車に乗せ、千葉県内のゴルフ場でゴルフをするために外出し、首都高速道路中央環状線山手トンネル内を走行中、佐藤が運転する自動車が法定最高速度60km/hのところ89km/h超えとなる149km/hで走行する道路交通法違反をしていた事実が判明したため、8月20日に相内とともに球団から無期限の対外試合出場禁止およびユニホーム着用禁止の処分を受け、車の運転も禁止された。同年9月28日、東京地方裁判所の初公判では罪を認めながらも「同乗していた先輩の相内さんの指示に従った」と語り、車はすでに売却し「一生運転はしない」と語った。10月8日に懲役3か月、執行猶予2年の判決が下った。また球団はこの判決を受け、無期限の対外試合出場禁止及びユニホーム着用禁止の処分を当面の間継続するとした。12月10日、無期限の対外試合出場禁止及びユニホーム着用禁止の処分を12月31日で解除することを発表し、車の運転は引き続き禁止された。翌12月11日の契約更改では200万円減の推定年俸640万円でサインした。オフにはチームメイトの川越誠司と合同自主トレーニングを行った。
2020年シーズンの球団からの処分期間中は、室内練習場でマシン打撃とウエイトトレーニングを中心に自主トレーニングを続けた。単身でのトレーニングであるため、キャッチボール相手もおらず、ネットスローや壁当てを繰り返す日々で「普通だと思っていたことも当たり前じゃないと、改めて身に染みて実感した」と述べている。また、期間中、チームの先輩からは「やってしまったことは悪いことだけど、またゼロからのスタートを踏めるように、これから頑張れ」と励ましの言葉をもらっていた。
2021年は、春季キャンプB班で二軍監督の松井稼頭央よりキャンプ期間中の副キャプテンに指名された。3月31日、山川穂高の負傷離脱を受けて2シーズンぶりに一軍登録された。しかし打率1割台と打撃は振るわず、更に4月22日の対オリックス・バファローズ戦では、3点リードの9回二死一・二塁の場面でサードゴロを捕球し一塁に送球すればアウトとなるタイミングであったが、二塁に送球してセーフとなる野手選択で試合を続行させ、そのまま逆転サヨナラ負けを招くという致命的なミスを犯すなど精彩を欠き、翌23日に登録を抹消された。5月28日、感染拡大防止特例2021の代替指名選手として再昇格するも、出場なく翌日に登録抹消された。二軍では結果を残し、エキシビションマッチでは一軍に帯同し出場機会を得た。

### 日本ハム時代
2021年8月12日に公文克彦・平沼翔太との2対2トレードで木村文紀とともに北海道日本ハムファイターズへの移籍が発表された。背番号は49。
8月20日に一軍登録されると同日の対東北楽天ゴールデンイーグルス戦 (札幌ドーム) に「7番・二塁手」で先発出場。第1打席で田中将大から移籍後初安打を放った。その後渡邉諒が打撃不振で登録を抹消されると二塁での先発起用が増加し、9月18日の対ロッテ戦では移籍後初の猛打賞を記録した。移籍後は40試合の出場で自己最多の117打席を経験。打率は.219に留まったものの、オフに340万円増となる推定年俸980万円で契約を更改した。

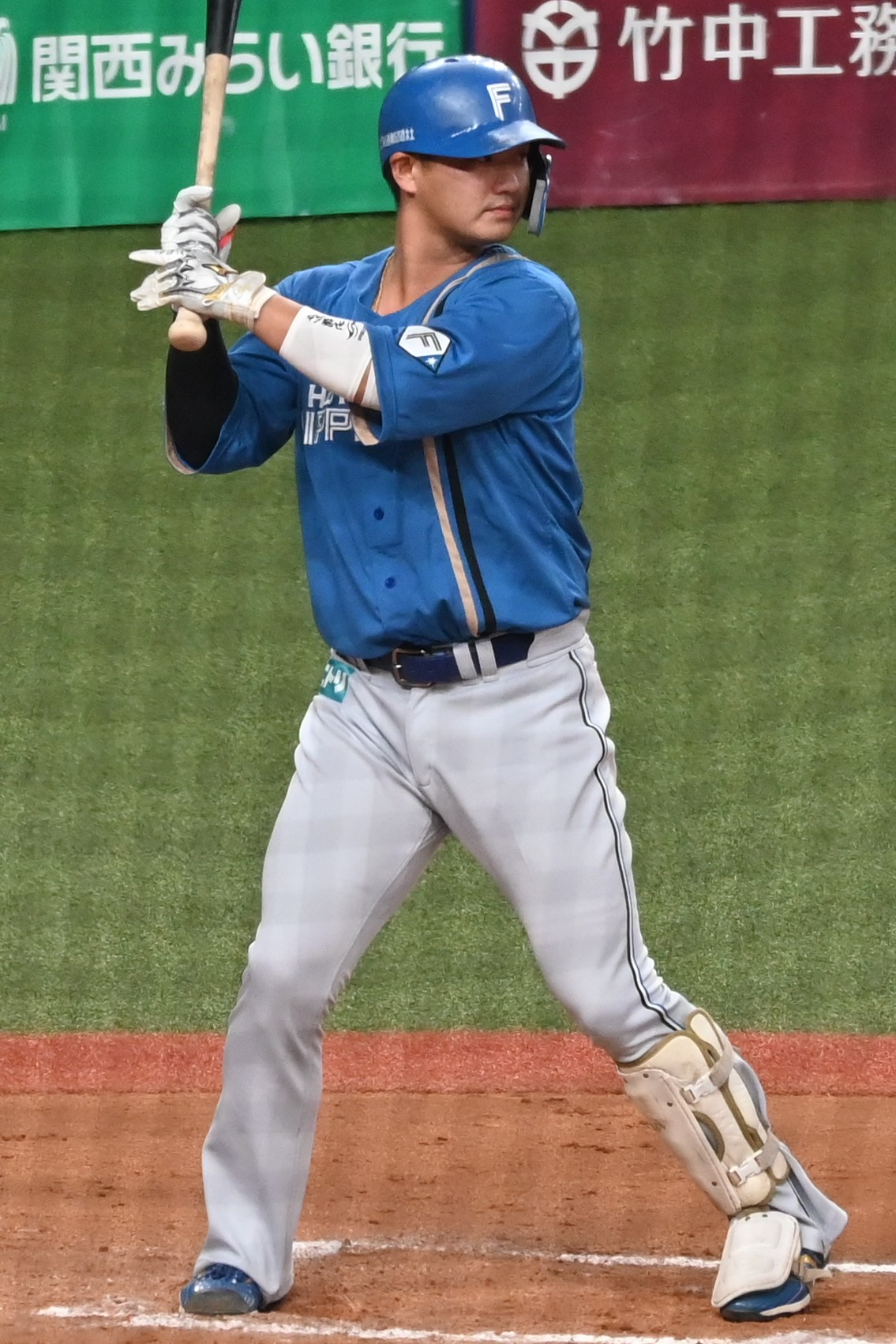
北海道日本ハムファイターズ時代
（2022年4月1日 京セラドーム大阪）

2022年は、8月2日に行われた福岡ソフトバンクホークス戦（旭川スタルヒン球場）で石川柊太から移籍後初本塁打を放った。

### 第二次西武時代
2022年11月2日、山田遥楓とのトレードで埼玉西武ライオンズへ復帰することが発表された。背番号は58。同姓の佐藤隼輔が在籍しているため、スコアボードなどでの表記は「佐藤龍」、背ネーム表記は「R.SATOH」となった。
2023年は、開幕前に高校時代の捕手経験から第3捕手（通常2人体制だが、有事に備えた緊急捕手）としても佐藤を起用するプランを松井稼頭央監督が明かした。そのプラン通り、開幕からその役割にも期待されて一軍ベンチ入りした。出場機会は多くないながらも一軍帯同し続けていると、シーズン終盤には三塁手としての先発出場も増え、最終的に自己最多の91試合に出場し、打率.263、3本塁打、16打点の成績を残した。この年は実際に一軍戦で捕手の守備には就かなかったものの、7月21日の北海道日本ハムファイターズとの二軍戦では8回から捕手の守備に就くなど、一軍登録のまま二軍戦の複数試合に捕手として出場している。11月28日には倍増となる推定年俸2200万円で契約を更改し、翌年からは背番号が10となり、選手会副会長も務めることが発表された。
2024年は、4月6日の日本ハム戦（エスコンフィールドHOKKAIDO）で加藤貴之からプロ入り初となる右翼への決勝本塁打を放った。6月12日の広島東洋カープ戦（ベルーナドーム）でファウルを打った際に手首の違和感を訴え途中交代。左有鈎骨骨折のため、翌13日に左有鈎骨部分切除術を受けたことが球団から発表された。8月12日に一軍復帰してからは打撃の調子がよく、同月27日からは4番打者も任された。シーズン終盤には肉離れを発症したものの、自己最多の93試合に出場し、72安打、7本塁打、34打点と、いずれもキャリアハイの数字を残した。12月3日には1200万円増となる推定年俸3400万円で契約を更改した。
2025年は新監督・西口文也の方針のもと、各野手ともレギュラー白紙となった。シーズン前から一軍に帯同され、オープン戦に出場していたが、3月7日、北海道から静岡に移動する飛行機に寝坊で乗り逃す失態を犯し、西口から三軍落ちのペナルティを課された。シーズン開幕後、二軍戦41試合に出場して打率.324、4本塁打、16打点と状態を維持していたものの、一軍昇格はないままだった。

### 中日時代
2025年6月15日に、金銭トレードで中日ドラゴンズへ移籍することが中日および西武の両球団から発表された。西武球団本部長の広池浩司は「今年はチャンスに恵まれませんでしたが、年齢的にもまだまだ活躍できると思いますので、持ち前の打力を生かし、ドラゴンズで力を発揮してほしい」とコメントした。このトレードについては自ら希望したものと報道されている。17日に正式に公示され、背番号は65となった。中日に同姓の選手はいないが、スコアボードなどでの表記は「佐藤龍」、背ネーム表記は「R.SATOH」のままとなった。同日に入団会見が行われると、出場登録を抹消された石川昂弥に代わり出場選手登録され、同日のオリックス戦（バンテリンドーム ナゴヤ）に「5番・三塁手」として先発出場し、2打数1安打1打点を記録した。

## 選手としての特徴
自身の強みは守備と語る。ポジションは三塁手だが、出場機会を増やすために2021年から二塁手の挑戦を志願したり、オープン戦で一塁手として出場している。高校時代に捕手を務めた経験から、2023年からは「第三捕手」の役割も担えるよう毎試合前に捕手の練習も行っている。2025年の西武在籍時は三塁手にコンバートする外崎修汰とのレギュラー争いを拒み、右翼手としての出場も視野に入れると宣言していたが、同年の西武での二軍公式戦では、実際に外野守備に就くことはなかった。
高い打撃センスの持ち主。勝負強い打撃とパンチ力が持ち味で、本塁打は量産できずとも二塁打や三塁打を打って走者を返す打点王を獲れるような打者を目指しており、第一次西武時代は「一軍で試合に出ている9人の中にいないような選手になりたい」と目標を掲げていた。

## 人物
愛称は「ペッパー師匠」。これは佐藤が打席で追い込まれた際、相手投手方向への軽打（ペッパー）が得意なことから日本ハム監督の新庄剛志に付けられた。
実家は牡蠣などを採る漁師で、入寮の際には友人から贈られた大漁旗を持参した。中学までは厚岸郡に住んでいたところ、札幌市に下宿して北海高等学校に通うこととなったが、両親からは「ちゃんと野球に取り組まないなら、厚岸の高校に進学して漁師になれ」と言われていた。
2018年平昌オリンピック女子団体パシュートで日本史上初の金メダルを獲得した佐藤綾乃は同学年の従姉であり、2019年8月27日に釧路市民球場で開催された日本ハム戦では綾乃が始球式を務め、打席には龍世が立った。実家はお互い徒歩5分と近く、幼少期は綾乃と龍世と龍世の弟の3人でスケートリンクに通う仲だった。龍世は小学4年生のときにスケートと野球の両立を断念している。3学年下のその弟の佐藤大雅も、龍世と同様に野球をプレーしており、北海高等学校（龍世と同じ高校）で第98回全国高等学校野球選手権大会準優勝時のレギュラー、富士大学（龍世と同じ大学）では1年秋、3年秋にベストナインを獲得した。卒業後は社会人野球の鷺宮製作所で捕手として活躍している。

## 詳細情報

### 年度別打撃成績
| 年 度     | 球 団     | 試 合 | 打 席 | 打 数 | 得 点 | 安 打 | 二 塁 打 | 三 塁 打 | 本 塁 打 | 塁 打 | 打 点 | 盗 塁 | 盗 塁 死 | 犠 打 | 犠 飛 | 四 球 | 敬 遠 | 死 球 | 三 振 | 併 殺 打 | 打 率 | 出 塁 率 | 長 打 率 | O P S |
| --------- | --------- | ----- | ----- | ----- | ----- | ----- | -------- | -------- | -------- | ----- | ----- | ----- | -------- | ----- | ----- | ----- | ----- | ----- | ----- | -------- | ----- | -------- | -------- | ----- |
| 2019      | 西武      | 52    | 63    | 59    | 6     | 13    | 6        | 0        | 2        | 25    | 7     | 0     | 0        | 1     | 0     | 3     | 0     | 0     | 14    | 1        | .220  | .258     | .424     | .682  |
| 2021      | 西武      | 11    | 12    | 12    | 1     | 2     | 0        | 0        | 0        | 2     | 0     | 0     | 0        | 0     | 0     | 0     | 0     | 0     | 2     | 0        | .167  | .167     | .167     | .333  |
| 2021      | 日本ハム  | 40    | 117   | 105   | 8     | 23    | 2        | 0        | 0        | 25    | 6     | 1     | 0        | 1     | 1     | 10    | 0     | 0     | 35    | 1        | .219  | .284     | .238     | .523  |
| '21計     | 日本ハム  | 51    | 129   | 117   | 9     | 25    | 2        | 0        | 0        | 27    | 6     | 1     | 0        | 1     | 1     | 10    | 0     | 0     | 37    | 1        | .214  | .273     | .231     | .504  |
| 2022      | 日本ハム  | 37    | 106   | 96    | 5     | 11    | 2        | 0        | 1        | 16    | 4     | 0     | 0        | 3     | 0     | 7     | 0     | 0     | 23    | 1        | .115  | .175     | .167     | .341  |
| 2023      | 西武      | 91    | 257   | 209   | 27    | 55    | 9        | 3        | 3        | 79    | 16    | 2     | 1        | 3     | 1     | 42    | 0     | 2     | 41    | 6        | .263  | .390     | .378     | .768  |
| 2024      | 西武      | 93    | 345   | 295   | 25    | 72    | 20       | 1        | 7        | 115   | 34    | 0     | 4        | 3     | 6     | 37    | 1     | 4     | 70    | 10       | .244  | .330     | .390     | .720  |
| 通算：5年 | 通算：5年 | 324   | 900   | 776   | 72    | 176   | 39       | 4        | 13       | 262   | 67    | 3     | 5        | 11    | 8     | 99    | 1     | 6     | 185   | 19       | .227  | .316     | .338     | .654  |

- 2024年度シーズン終了時

### 年度別守備成績
| 年 度 | 球 団    | 一塁  | 一塁  | 一塁  | 一塁  | 一塁  | 一塁     | 二塁  | 二塁  | 二塁  | 二塁  | 二塁  | 二塁     | 三塁  | 三塁  | 三塁  | 三塁  | 三塁  | 三塁     | 遊撃  | 遊撃  | 遊撃  | 遊撃  | 遊撃  | 遊撃     |
| 年 度 | 球 団    | 試 合 | 刺 殺 | 補 殺 | 失 策 | 併 殺 | 守 備 率 | 試 合 | 刺 殺 | 補 殺 | 失 策 | 併 殺 | 守 備 率 | 試 合 | 刺 殺 | 補 殺 | 失 策 | 併 殺 | 守 備 率 | 試 合 | 刺 殺 | 補 殺 | 失 策 | 併 殺 | 守 備 率 |
| ----- | -------- | ----- | ----- | ----- | ----- | ----- | -------- | ----- | ----- | ----- | ----- | ----- | -------- | ----- | ----- | ----- | ----- | ----- | -------- | ----- | ----- | ----- | ----- | ----- | -------- |
| 2019  | 西武     | -     | -     | -     | -     | -     | -        | -     | -     | -     | -     | -     | -        | 50    | 7     | 50    | 3     | 6     | .950     | -     | -     | -     | -     | -     | -        |
| 2021  | 西武     | 1     | 2     | 0     | 0     | 0     | 1.000    | -     | -     | -     | -     | -     | -        | 10    | 2     | 2     | 0     | 0     | 1.000    | -     | -     | -     | -     | -     | -        |
| 2021  | 日本ハム | -     | -     | -     | -     | -     | -        | 34    | 43    | 83    | 5     | 9     | .962     | 4     | 0     | 0     | 0     | 0     | ----     | -     | -     | -     | -     | -     | -        |
| '21計 | 日本ハム | 1     | 2     | 0     | 0     | 0     | 1.000    | 34    | 43    | 83    | 5     | 9     | .962     | 14    | 2     | 2     | 0     | 0     | 1.000    | -     | -     | -     | -     | -     | -        |
| 2022  | 日本ハム | -     | -     | -     | -     | -     | -        | 8     | 4     | 4     | 0     | 0     | 1.000    | 29    | 15    | 37    | 3     | 6     | .945     | 2     | 0     | 0     | 0     | 0     | ----     |
| 2023  | 西武     | 1     | 3     | 0     | 0     | 0     | 1.000    | 8     | 8     | 11    | 1     | 5     | .950     | 78    | 35    | 80    | 10    | 6     | .920     | -     | -     | -     | -     | -     | -        |
| 2024  | 西武     | 12    | 58    | 3     | 0     | 6     | 1.000    | 5     | 11    | 15    | 0     | 3     | 1.000    | 63    | 38    | 91    | 5     | 7     | .963     | -     | -     | -     | -     | -     | -        |
| 通算  | 通算     | 14    | 63    | 3     | 0     | 6     | 1.000    | 55    | 66    | 113   | 6     | 17    | .968     | 234   | 97    | 260   | 21    | 25    | .944     | 2     | 0     | 0     | 0     | 0     | ----     |

- 2024年度シーズン終了時

### 記録
初記録
- 初出場：2019年3月29日、対福岡ソフトバンクホークス1回戦（福岡 ヤフオク!ドーム）、11回裏に三塁手で出場
- 初打席：2019年4月6日、対北海道日本ハムファイターズ2回戦（東京ドーム）、5回表に西村天裕から二飛
- 初安打：同上、7回表に吉田侑樹から三塁内野安打
- 初先発出場：2019年7月7日、対千葉ロッテマリーンズ14回戦（ZOZOマリンスタジアム）、「9番・三塁手」で先発出場
- 初打点：2019年8月1日、対福岡ソフトバンクホークス17回戦（メットライフドーム）、2回裏に大竹耕太郎から左前2点適時二塁打
- 初本塁打：2019年8月10日、対千葉ロッテマリーンズ18回戦（ZOZOマリンスタジアム）、4回表に二木康太から左越ソロ
- 初盗塁：2021年9月4日、対千葉ロッテマリーンズ14回戦（ZOZOマリンスタジアム）、6回表に二盗（投手：フランク・ハーマン、捕手：加藤匠馬）

### 背番号
- 31（2019年[10] - 2021年8月11日）
- 49（2021年8月12日[29] - 2022年）
- 58（2023年[35]）
- 10（2024年[37] - 2025年6月16日）
- 65（2025年6月17日[53] - ）